# Marcel Lehoux
Marcel Lehoux (Fougères, 3 aprile 1888 – Deauville, 19 luglio 1936) è stato un pilota automobilistico francese.

## Biografia
Originario di Fougères, Lehoux si trasferì presto in Algeria, dove fondò e gestì una compagnia commerciale. Il suo esordio in gara avvenne nel 1924 al Gran Premio d'Algeria, con una Bugatti Tipo 13. La sua prima vittoria arrivò quattro anni dopo, sempre in Algeria, a bordo di una Bugatti Tipo 35. Proprio con la casa francese Lehoux conquistò tutte le sue vittorie in carriera. Nel 1934 divenne pilota ufficiale Ferrari, salvo poi correre con una Maserati privata l'anno successivo. Nel 1936 passò alla ERA, con la qualifica di pilota ufficiale. In quello stesso anno, avvenne l'incidente che gli costò la vita: al Gran Premio di Deauville, categoria Voiturette, entrò in collisione con l'Alfa Romeo di Nino Farina. La vettura di Lehoux prese fuoco in seguito all'impatto, non lasciando scampo al pilota.

## Vittorie
| Anno | Gran Premio             | Luogo     | Vettura         | Resoconto |
| ---- | ----------------------- | --------- | --------------- | --------- |
| 1928 | Gran Premio d'Algeria   | Staouéli  | Bugatti Tipo 35 | Resoconto |
| 1928 | Gran Premio di Tunisi   | Cartagine | Bugatti Tipo 35 | Resoconto |
| 1929 | Gran Premio d'Algeria   | Staouéli  | Bugatti Tipo 35 | Resoconto |
| 1930 | Gran Premio di Dieppe   | Dieppe    | Bugatti Tipo 35 | Resoconto |
| 1931 | Gran Premio di Ginevra  | Ginevra   | Bugatti Tipo 54 | Resoconto |
| 1931 | Gran Premio della Marna | Reims     | Bugatti Tipo 54 | Resoconto |
| 1932 | Gran Premio del Marocco | Anfa      | Bugatti Tipo 54 | Resoconto |
| 1933 | Gran Premio di Pau      | Pau       | Bugatti Tipo 51 | Resoconto |
| 1933 | Gran Premio di Dieppe   | Dieppe    | Bugatti Tipo 51 | Resoconto |
| 1933 | Gran Premio di Monza    | Monza     | Bugatti Tipo 51 | Resoconto |